# Попов Іван Володимирович (шахіст)
Іван Володимирович Попов (рос. Иван Владимирович Попов; нар. 20 березня 1990, Ростов-на-Дону) – російський шахіст, гросмейстер від 2007 року.

## Шахова кар'єра
Перших успіхів почав досягати в дуже молодому віці, 1999 року представляв Росію на чемпіонаті Європи серед юнаків до 10 років, який відбувся в Літохоро, де поділив 6-те місце.
Перші успіхи на міжнародній арені припадають на 2004 рік, коли виконав дві гросмейстерські норми на кругових турнірах у Москві. 2005 року поділив 1-ше місце в Сатці], крім того у 2006 році виконав в Мінську третю норму на звання гросмейстера. До інших його успіхів належать:
- посів 1-ше місце на турнірі молодих майстрів у Кірішах (2006, перед, зокрема, Яном Непомнящим i Фабіано Каруаною),
- поділив 2-ге місце у Воронежі (2006, позаду Дениса Хісматулліна, разом із, зокрема, Костянтином Чернишовим, Андрієм Зонтахом i Юрієм Яковичем),
- поділив 2-ге місце у Львові (2006, позаду В'ячеславом Захаровим, разом з Юрієм Вовком),
- поділив 1-ше місце в Серпухові (2007, разом з Володимиром Романенком),
- посів перше місце на чемпіонаті Росії серед юнаків до 20-ти років у Санкт-Петербургу (2007),
- посів перше місце на чемпіонаті світу серед юнаків до 18 років у Кемері (2007),
- посів друге місце на чемпіонаті світу серед юнаків до 20-ти років у Єревані (2007, позаду Ахмеда Адлі),
- посів 1-ше місце у Владимирі (2007),
- поділив 1-ше місце в Ченнаї (2015, разом із, зокрема, Ельдаром Гасановим i Маратом Джумаєвим)[2].

Найвищий рейтинг Ело дотепер мав станом на 1 вересня 2013 року, досягнувши 2656 пунктів, посідав тоді 96-те місце в світовій класифікації ФІДЕ, водночас посідав 22-ге місце серед російських шахістів.